# Diptychandra
Genre
Diptychandra est un genre de plantes à fleurs dicotylédones de la famille des Fabaceae, sous-famille des Caesalpinioideae, originaire d'Amérique du Sud, qui comprend deux espèces acceptées.

## Liste d'espèces
Selon The Plant List (8 novembre 2018) :
- Diptychandra aurantiaca Tul.
- Diptychandra glabra Benth.